# Idzikowice (Wilków)
Idzikowice (deutsch: Eisdorf, 1945–1947 Kędzierzyn) ist eine Ort in der Landgemeinde Wilków im Powiat Namysłowski in der Woiwodschaft Oppeln in Polen.

## Geographie
Das Straßendorf Idzikowice liegt acht Kilometer nordöstlich von Wilków, acht Kilometer nördlich von Namysłów (Namslau) und 65 Kilometer nordwestlich von Opole (Oppeln) in der Schlesischen Tiefebene am rechten Ufer der Weide, einem rechten Zufluss der Oder.
Nachbarorte sind im Osten Pawłowice Namysłowskie (Paulsdorf), im Südosten Jakubowice (Jakobsdorf) und im Westen Pągów (Pangau).

## Geschichte

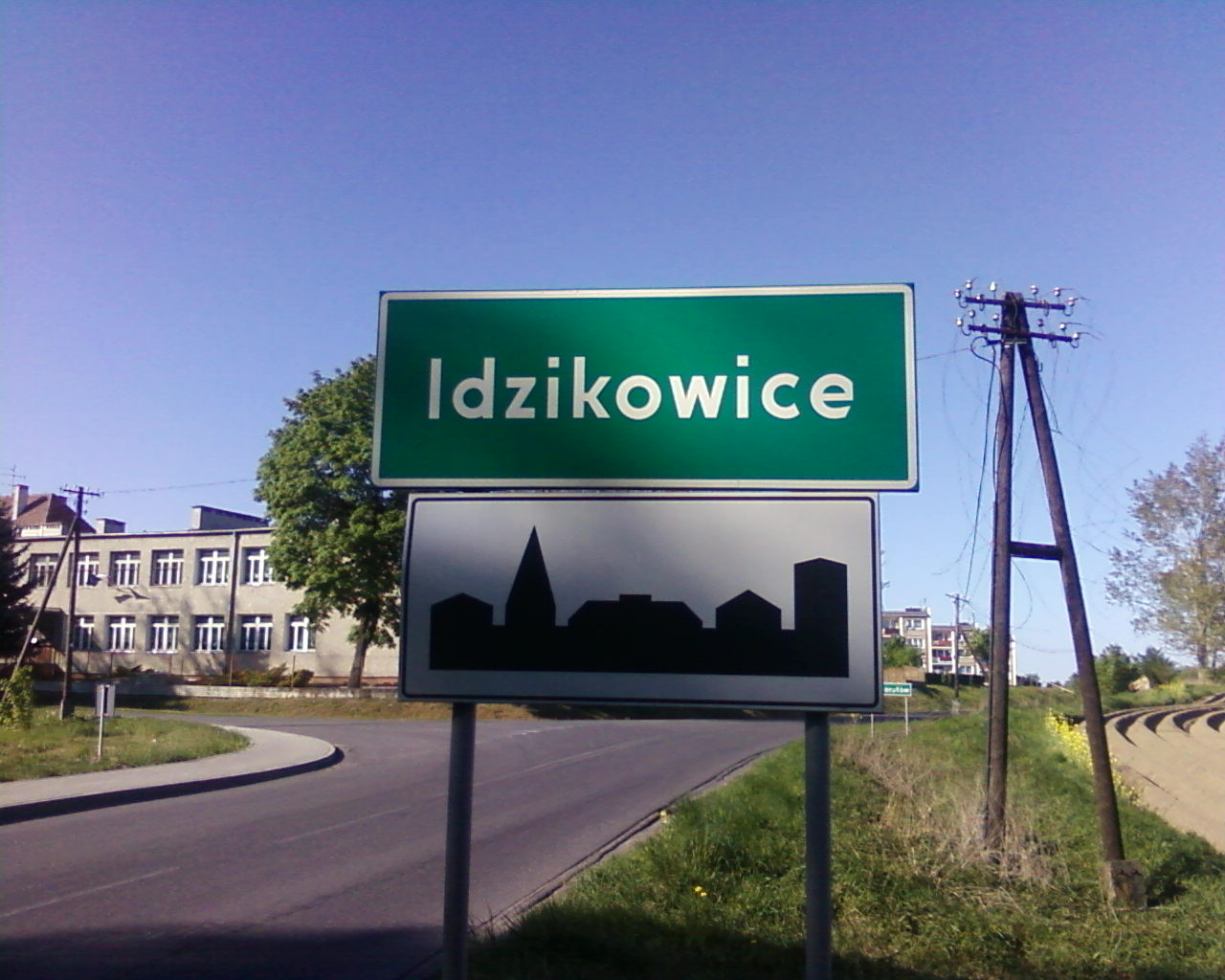
Ortsschild

Das spätere Eisdorf wurde 1257 als „Ulichsdorff“ erstmals urkundlich erwähnt und nach Neumarkter Recht gegründet. Für den 21. Mai 1293 ist ein Stanislaus von Ysiksdorff und 1353 der Ortsname Usichsdorff belegt. Damals bestand im Ort eine hölzerne Kirche. 1592 hielt die Reformation Einzug im Ort. Der Kirchenbau wurde vermutlich im Dreißigjährigen Krieg zerstört. 1654 erfolgte die Rekatholisierung.
Nach dem Ersten Schlesischen Krieg 1742 fiel Wilkau mit dem größten Teil Schlesiens an Preußen. 1790 gehörten Ober- und Nieder-Eisdorf den Herren von Ohlen. In Nieder-Eisdorf befand sich ein Herrenhaus, zwei Wirtschaftsgebäude, drei Knechtsbauern, vier Gärtner und 11 Knechtsgärtner, 17 Bauernhöfe, ein Flachsweber, ein Gasthaus, eine Wassermühle und 127 Einwohner. Ober-Eisdorf gehörte im gleichen Jahr den Herren von Siegroth. Im Ort bestanden ein Herrenhaus, Wohnungen für zwei Beamten, vier Bauernknechte, zwei Gärtner, 17 Bauernhöfe, ein Schmied und 143 Einwohner.
Nach der Neuorganisation der Provinz Schlesien gehörte die Landgemeinde Eisdorf ab 1816 zum Landkreis Namslau im Regierungsbezirk Breslau. 1845 bestanden im Dorf zwei Vorwerke, eine Freischoltisei und 44 Häuser. Die Einwohnerzahl betrug damals 379, davon 14 katholisch. 1874 wurde der Amtsbezirk Eisdorf gegründet, dem die Landgemeinden Eisdorf, Jakobsdorf und Krickau und die gleichnamigen Gutsbezirke eingegliedert wurden. 1895 wohnten 423 Einwohner (davon 74 katholisch) in 37 Wohnhäusern. 1910 waren es 263, 1933 73 und 1939 74 Einwohner.
Als Folge des Zweiten Weltkriegs fiel Eisdorf mit dem größten Teil Schlesiens an Polen. Es wurde zunächst in Kędzierzyn umbenannt und der Woiwodschaft Schlesien angeschlossen. 1947 wurde der Ortsname Idzikowice eingeführt und 1950 wurde es der Woiwodschaft Oppeln zugeteilt. 1999 wurde der Ort Teil des wiedergegründeten Powiat Namysłowski.

## Sehenswürdigkeiten
- Das Schloss Eisdorf (polnisch Dwór Dębnik) wurde im 19. Jahrhundert errichtet.[5]

## Söhne und Töchter des Ortes
- Christoph Heinrich von Festenberg und Pakisch (1694–1772), preußischer Landrat
- Karl Adolf August von Eben und Brunnen (1734–1800), preußischer General